# Penstemon rupicola
Penstemon rupicola är en grobladsväxtart som först beskrevs av Charles Vancouver Piper, och fick sitt nu gällande namn av T.J. Howell. Penstemon rupicola ingår i släktet penstemoner, och familjen grobladsväxter. Inga underarter finns listade i Catalogue of Life.

## Bildgalleri

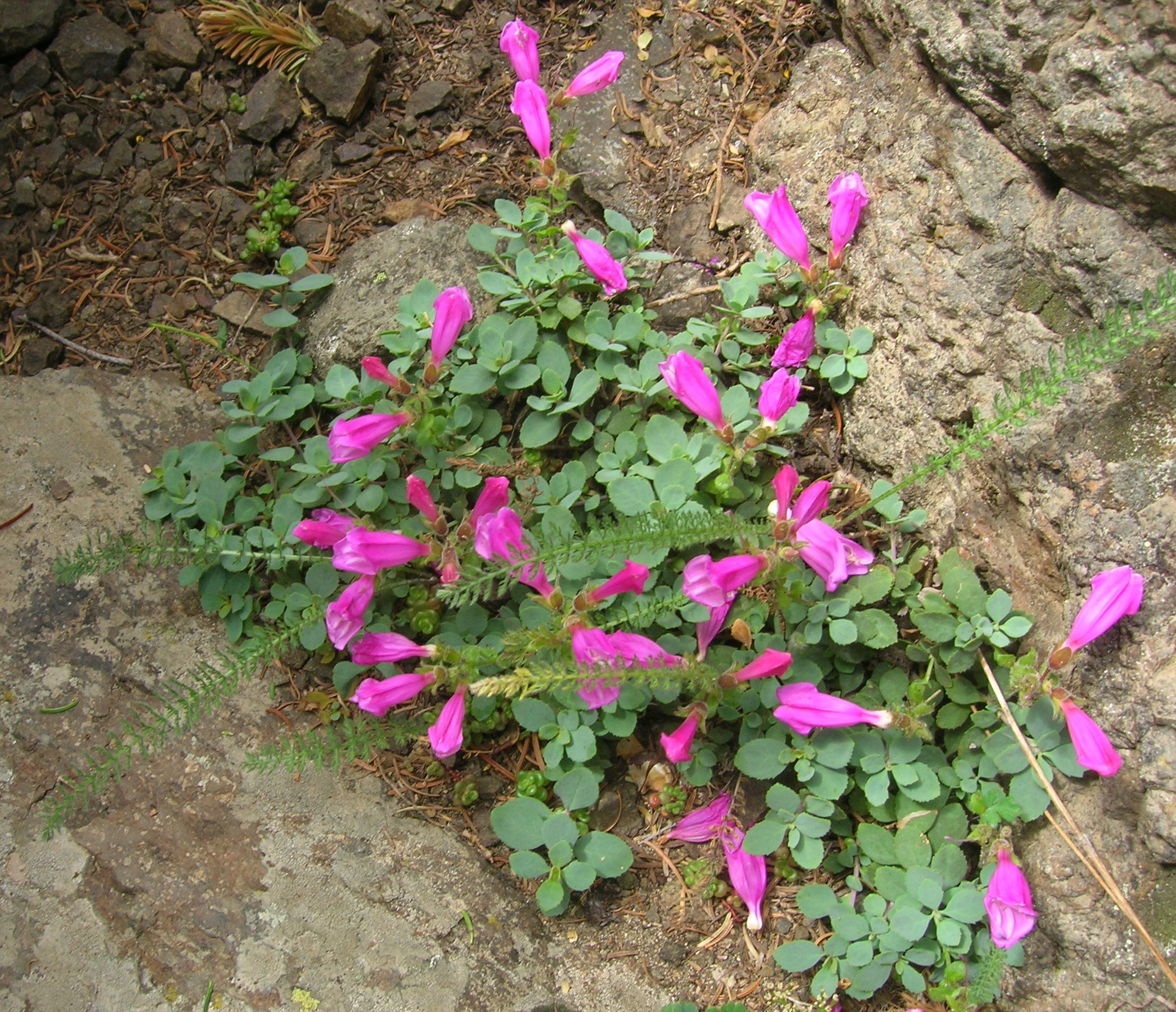
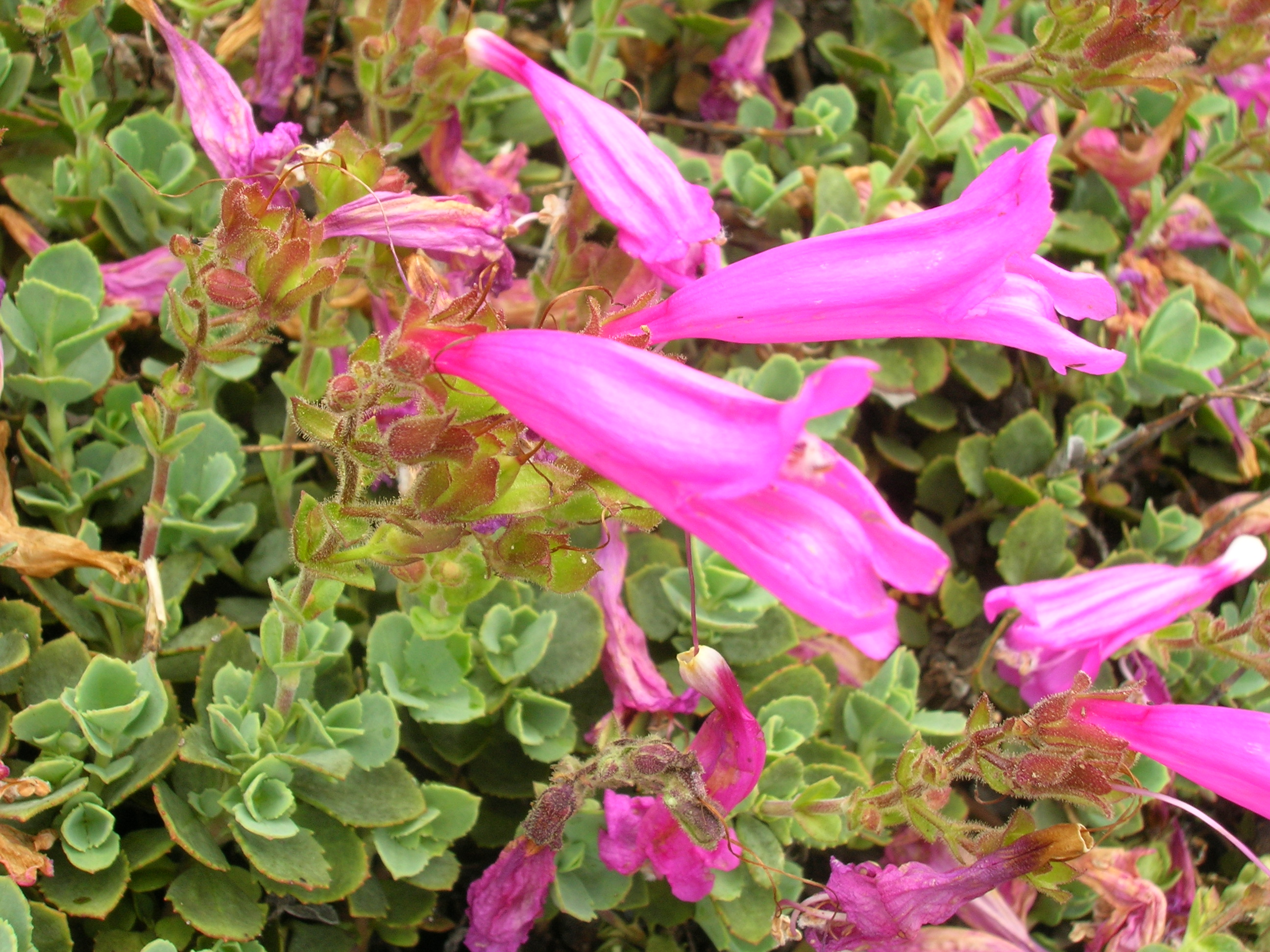
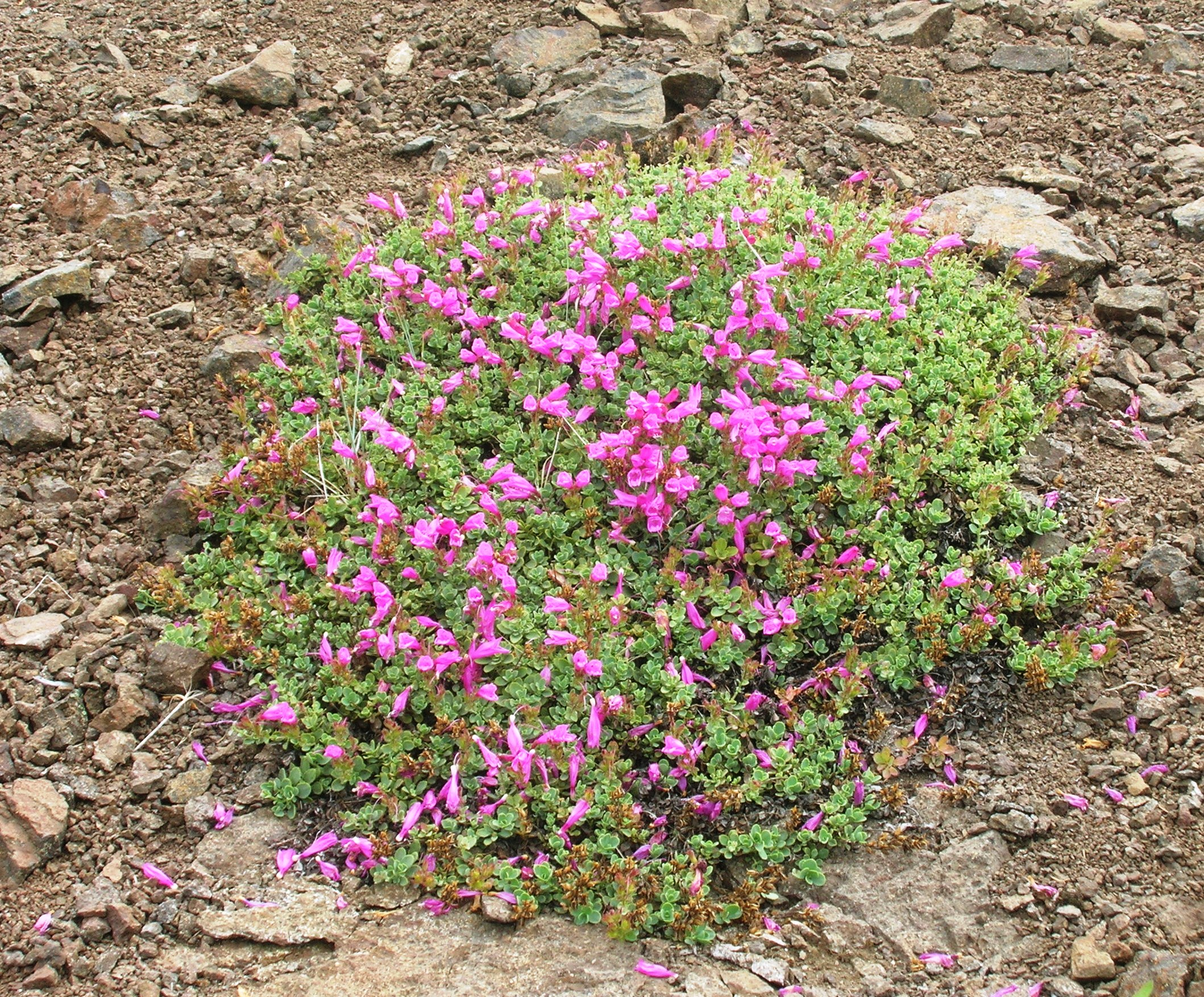
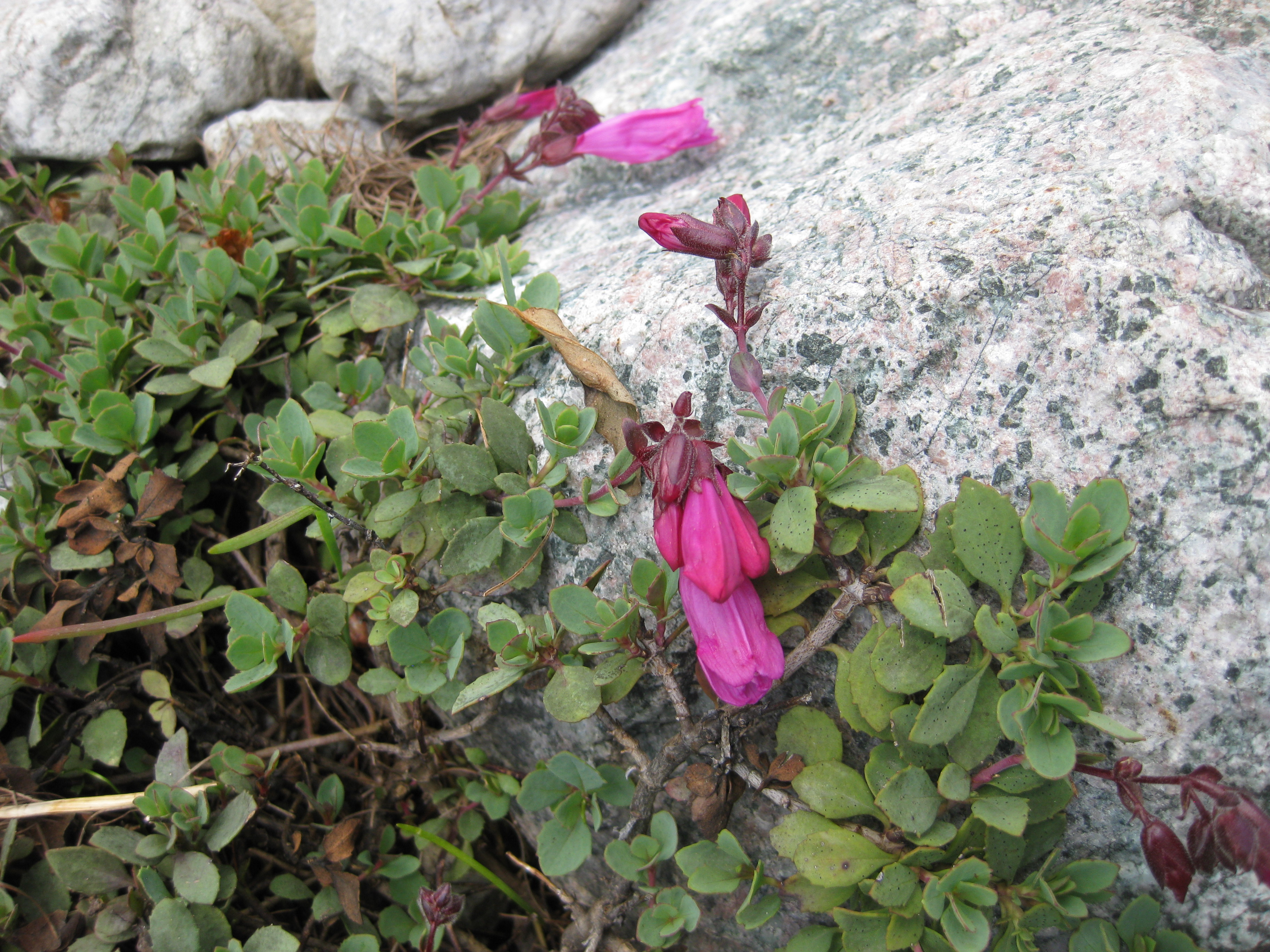
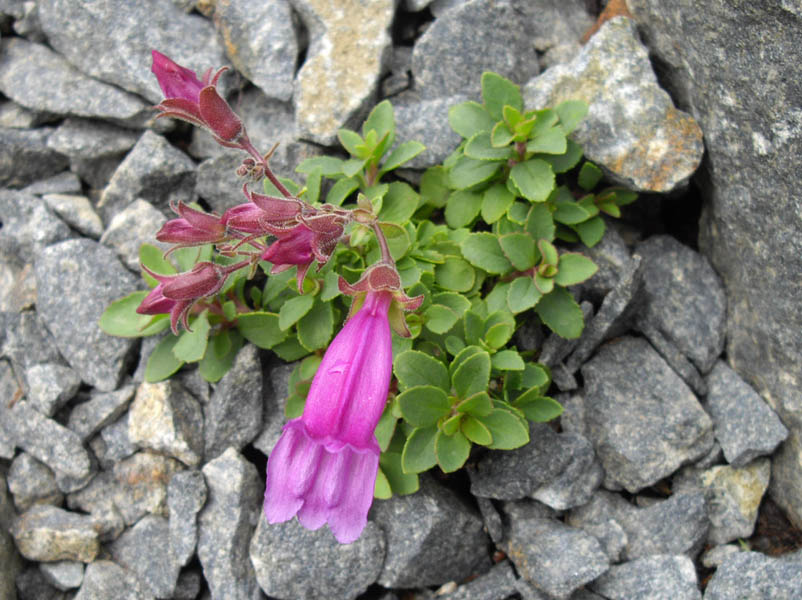
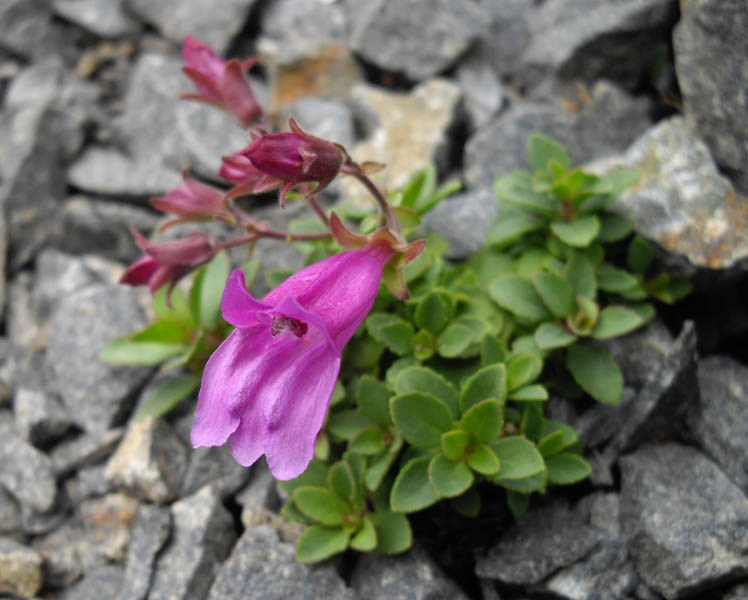